# Eurhynchiastrum pulchellum
Eurhynchiastrum pulchellum ist eine Laubmoos-Art aus der Familie Brachytheciaceae. Deutsche Namen sind Hübsches Schöndeckelmoos, Hübsches Zwergschönschnabelmoos, Hübsches Neuschönschnabelmoos, Hübsches Schnabelmoos.

## Merkmale
Die Art ist recht formenreich und die Bestimmung bisweilen schwierig.
Die Pflanzen sind klein bis mittelgroß, grün oder gelblich bis bräunlich, mehr oder weniger glänzend und bilden mehr oder weniger starre, struppige, dichte Rasen. Die niederliegenden Stämmchen sind dicht und unregelmäßig verzweigt. Die bis 8 Millimeter langen Äste sind gerade oder gebogen.
Die mehr oder weniger abstehenden Blätter sind breit dreieckig-eiförmig und nicht oder kaum faltig. Stämmchenblätter sind zirka einen Millimeter lang und 0,6 Millimeter breit, zugespitzt, die Blattränder flach und meist gezähnt. Die kräftige Blattrippe erreicht etwa drei Viertel der Blattlänge und endet öfters mit einem austretenden Dorn. Astblätter sind kleiner als die Stämmchenblätter, deren Spitze ist oft stumpf und gezähnt. 
Die mittleren Laminazellen sind linealisch bis wurmförmig, 55 bis 90 Mikrometer lang und 4 bis 6 Mikrometer breit, die Blattgrundzellen sind kürzer und etwas breiter, die Blattflügelzellen sind subquadratisch bis kurzrechteckig und undurchsichtig.
Die Seta ist glatt, die Kapsel eiförmig und horizontal, der Deckel geschnäbelt. Die leicht papillösen Sporen sind 10 bis 15 Mikrometer groß. Die Geschlechterverteilung ist diözisch.

## Standortansprüche
Eurhynchiastrum pulchellum wächst in Wäldern, unter Gebüsch, in Hohlwegen und in Weinbergen, oft auf Erde, weiters auf Felsen mit Erdauflage oder auf erdbedeckten Mauern, auch auf Baumwurzeln. Die Wuchsorte sind mäßig trocken bis frisch, basenreich und halbschattig.
Die Höhenverbreitung reicht von der collinen Stufe bis 1000 Meter Höhe.

## Verbreitung
Die Art ist verbreitet in der Holarktis und in Mittelamerika.